# Émile Breton
Pour les articles homonymes, voir Émile Breton (journaliste) et Breton (homonymie).
 (août 2017).
Émile Adélard Breton, né le 8 mars 1831 et mort le 24 novembre 1902 à Courrières, est un peintre et graveur français.

## Biographie
Émile Breton est le frère du peintre Jules Breton dont il fut l'élève et avec lequel il resta proche. Son autre frère est Ludovic Breton (1844-1916), ingénieur chargé des travaux d'étude de percement du tunnel ferroviaire sous la Manche de 1879 à 1883.
Émile Breton commence à exposer au Salon (Paris) en 1861. Il y obtient une médaille trois années de suite, de 1866 à 1868, puis une médaille de première classe à l'Exposition universelle de 1878 puis une médaille d'or à l'Exposition universelle de Paris de 1889. Il est nommé chevalier de la Légion d'honneur en tant que peintre, lors de l'exposition universelle de 1878.
Il combat lors de la guerre franco-allemande de 1870 en tant qu'officier et y montre de la bravoure. Le Journal de Lens du 1er avril 1898 rapporte la cérémonie d’inauguration du monument aux morts de Dourges à la mémoire des combattants de 1870-1871 en ces termes :
« Quelques-uns en furent les acteurs et les héros. Parmi eux, il y en a un que je me reprocherais de ne pas citer, car son nom est synonyme de patriotisme, de droiture et de bonté, parce que tous ici vous l’entourez d’une affection et d’une vénération profonde. J’ai nommé le vaillant commandant des mobilisés du Pas-de-Calais, M. Émile Breton. »
Il est élu maire de Courrières à la suite de son père Marie-Louis Breton et de son oncle Boniface Breton.
Il est profondément marqué par la mort de sa femme, puis en 1891, par celle de son fils unique Louis, à 29 ans.
Il est décédé et inhumé à Courrières où une rue porte son nom.
Son neveu est Jules-Louis Breton (1872-1940), député et sénateur du Cher, socialiste puis républicain-socialiste, ministre en 1916-1917 et 1920-1921 et fondateur du Salon des arts ménagers (1923). Sa nièce, fille de Jules Breton, est Virginie Demont-Breton, peintre elle aussi.

## Analyse critique de son style et témoignages
Si Émile Breton fut élève de son frère, il pratiqua tout d'abord en autodidacte. Éloigné de l'art académique puis naturaliste de Jules Breton, son style, onirique, mélancolique, laisse une faible place aux êtres humains traités le plus souvent en simples silhouettes ponctuant, çà et là, des paysages. « Une large place est laissée au ciel nuageux, parfois venteux ».
Ses représentations, souvent nocturnes, sont habitées par la lumière du ciel, du soleil couchant et levant, de la lune, parfois de la mer ou d'un étang, une rivière, créant une atmosphère pleine de reflets et d'ombres. Il peignait notamment l'automne et l'hiver, le dégel, la neige, la silhouette des arbres, les chaumières et plusieurs de ses toiles majeures sont liées à des ambiances de lueurs orangées striant les ténèbres, vécues sur le champ de bataille : ses toiles sont marquées par son expérience militaire lors de la guerre de 1870 où il combattit comme commandant des mobilisés du Pas de calais. Un portrait de lui a été exécuté par Lièvin de Winne (Douai, musée de la Chartreuse).
Théophile Gauthier, dans son article sur le Salon de 1869, déclarait à propos de son travail :« M. Jules Breton a  un frère, M. Émile Breton, qui s’est adonné  plus spécialement au paysage, où il s’est fait très promptement une réputation par la façon originale dont il comprend la nature, qu’il guette à ses moments singuliers, comme un homme qui vit toute l’année dans la familiarité des champs. On voit bien, en regardant les tableaux de M. Émile Breton, que ce n’est pas un paysagiste en chambre, comme il y en a tant. Le Soleil couchant a cette bizarrerie audacieuse que la nature seule peut se permettre et qu’on n’invente pas. L’Entrée de village est dans le même cas. Il fait nuit, de gros nuages noirs comme de l’encre courent sur le ciel, déchiquetés par le vent. La neige couvre le sol de son tapis livide. Cette blancheur, qu’aucune ombre n’éteint et qui est la seule lumière du tableau, fait distinguer vaguement dans le fond les silhouettes sombres des chaumines où veillent encore quelques points rouges. »
Une autre critique, formulée cette fois pour le Salon de 1874, est parue dans la Revue des deux Mondes : « Tout autre est la manière de M. Emile Breton. Le paysage, tel qu’il le comprend et qu’il l’aime, n’est pas le paysage libre et varié, ouvert à l’air, à la lumière, à tous les souffles vivifians de la nature ; M. Breton s’enferme volontiers dans un cadre étroit et sombre où peu d’objets peuvent trouver place ; il s’efforce d’arriver à l’effet tragique par la grande simplicité de l’aspect. Son horizon est restreint, son ciel bas et voilé, ses forêts sont noires et épaisses ; il aime à couvrir la terre d’un triste manteau de frimas. La toile intitulée l’Automne est encore plus renfermée et plus étouffée que d’habitude ; elle représente, sous un ciel noir, le lit resserré d’un ruisseau plein d’herbes vertes, bordé d’arbres brunis et jaunis ; au bout de cette espèce de ruelle encaissée dans la forêt, on aperçoit une cabane de celles que La Fontaine appelait, dans sa langue pittoresque, une « chaumine enfumée. » Le tout est d’une couleur riche et forte, mais sans assez d’air ni de profondeur. Le Crépuscule sous la neige représente l’entrée d’un village, où quelques lueurs commencent à paraître aux fenêtres des chaumières ; à l’horizon, la silhouette frileuse d’un clocher neigeux se dessine sur une lueur jaune qui perce entre des nuages noirs. Ce tableau, d’une facture large et robuste, respire cette espèce de désolation puissante, qui est le propre du talent de M. Emile Breton. »
Dans L'Histoire de l'école française de paysage, on trouve cette réserve :
« ...C'est un miracle que l'art d’Émile ait résisté à cette éducation désastreuse ; il faut en effet que ce peintre ait eu le cerveau solide et le cœur bien placé. Jules Breton, moins bien doué que son cadet, n'a pas pu se libérer de la fade religiosité de sa jeunesse, et, toute sa vie, il est resté dans le mysticisme douceâtre et sentimental. »
Théo van Gogh, reçoit une lettre en décembre 1889 de son frère Vincent, où il cite Émile Breton :[réf. nécessaire] « Je voudrais savoir si tu es d'accord avec moi pour dire que dans le paysage il y a des choses qui n'ont toujours pas été faites, que, par exemple, Émile Breton a produit des effets (en continuant lui-même à œuvrer dans cette direction) qui sont un début de quelque chose de nouveau qui d'après moi n'a pas encore atteint toute sa puissance, compris par peu de monde, et accompli par encore moins de monde. Beaucoup de paysagistes n'ont pas la connaissance intime de la nature qu'ont ceux qui dès leur enfance ont contemplé avec sensibilité les champs. Beaucoup de paysagistes livrent quelque chose qui ne satisfait ni toi ni moi par exemple (même si nous les apprécions comme artistes) en tant que personnes. On qualifie l'œuvre d'Émile Breton de superficielle, elle ne l'est pas, il se situe pour ce qui du sentiment bien plus haut que beaucoup d'autres et en sait bien plus, et son œuvre se tient. »
Profondément marqué par la mort de sa femme, puis en 1891 par celle, à 29 ans, de son fils unique Louis, il décide à 61 ans d'abandonner la peinture et organise une vente de la totalité de son atelier en 1892 (88 œuvres peintures et études). Plusieurs œuvres importantes postérieures à cette vente (Le Dégel, La Grêle, Paysage de nuit, Le Chant du rossignol, entre autres) montrent qu'il a repris ensuite la peinture après avoir traversé cette crise majeure.
Par son extrême sensibilité et son style très personnel, sa spiritualité laïque dégagée de tout maniérisme religieux, Émile Breton propose une œuvre de précurseur très éloignée de l'académisme ambiant. Sa vision onirique et poétique du paysage, très particulière, sans école, fait de lui un parent du symbolisme et un passeur vers le surréalisme à venir.[réf. nécessaire]

## Œuvres
Les œuvres d'Émile Breton sont conservées dans les musées[réf. nécessaire] d'Amiens, d'Arras, Amsterdam, Bruxelles, Dieppe, Douai, Grenoble, La Haye, Lille, Londres, Mexico, Paris, San Francisco et Valenciennes.
- Quelques œuvres :
  - L'ouragan, 1861, musée des Beaux-Arts d'Arras[10]
  - Soir d'été, 1865, château-musée de Boulogne-sur-Mer[10]
  - Paysage à Cernay (Esquisse) (1865)
  - Paysage à Cernay (1866)
  - Une Source, 1868, Musée de Picardie, Amiens
  - Soir d'hiver (acquisition par l'État en 1872)
  - Nuit d'hiver en Artois, 1874, musée de la Chartreuse de Douai
  - Paysage d'automne (1877)
  - Église de Courrières (1880)
  - Le Soir (1883)
  - La Nuit de Noël (1892)
  - Le Chant du Rossignol (1894)
  - Paysage de nuit (1894)
  - Brume d'hiver, 1899, Musée de Picardie, Amiens
  - Froidure (1900)
  - Étude faite à Santes (4e quart 19e siècle), musée de la Chartreuse de Douai
  - La Conflagration, Mexico, musée Soumaya
- Gravures[11] :
  - Musenor
  - Fine Arts Museums of San Francisco
  - Les glaneuses, gravure, 42 × 84 cm, Gray (Haute-Saône), musée Baron-Martin
- Jules et Emile Breton, peintres de L'Artois, exposition au musée d'Arras, 1976/1977 (sans publication de catalogue).

## Galerie d'œuvres

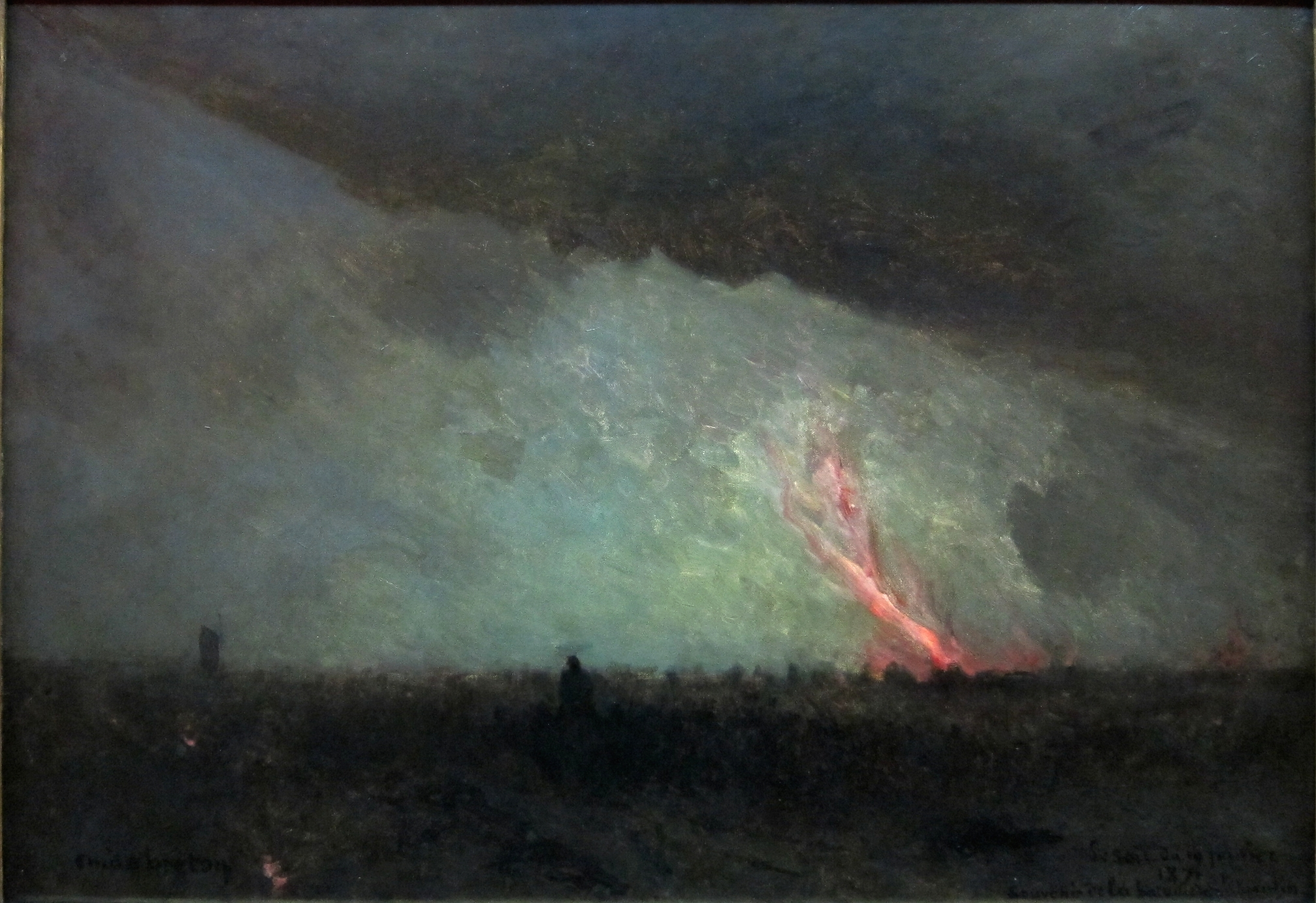
Veillée après la bataille (1878), palais des beaux-arts de Lille.
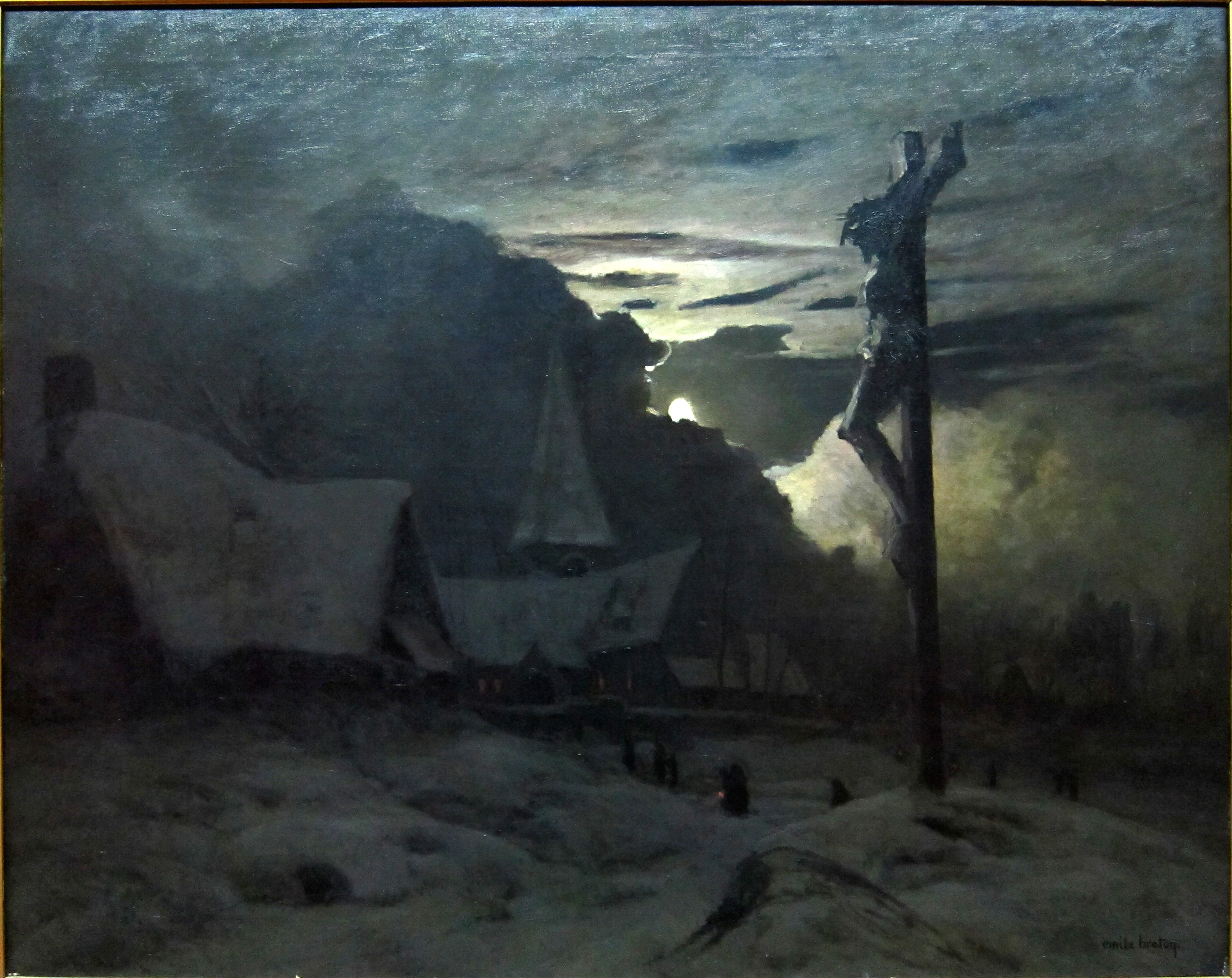
La nuit de Noël (1892), palais des beaux-arts de Lille.
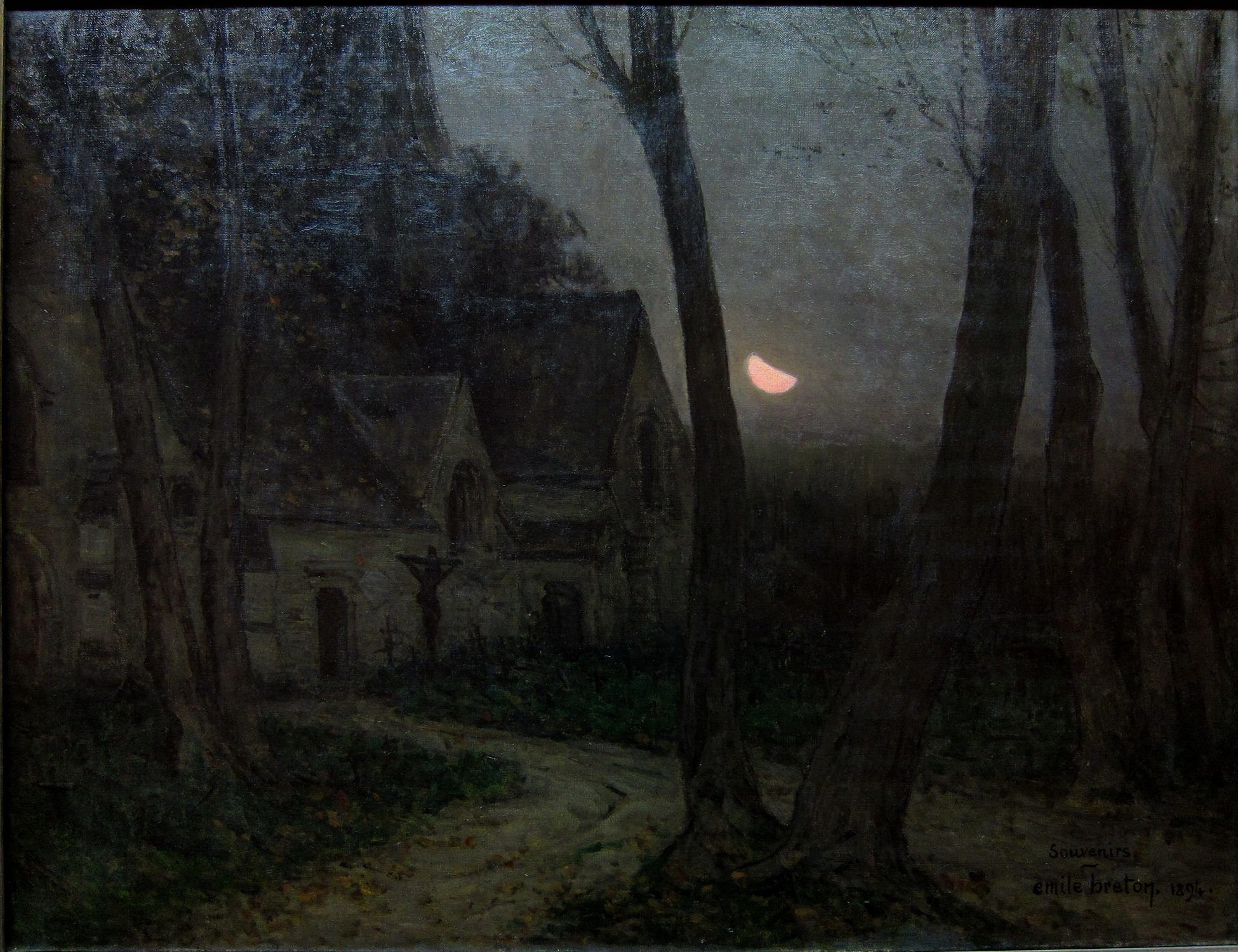
Paysage de nuit (1894), palais des beaux-arts de Lille.
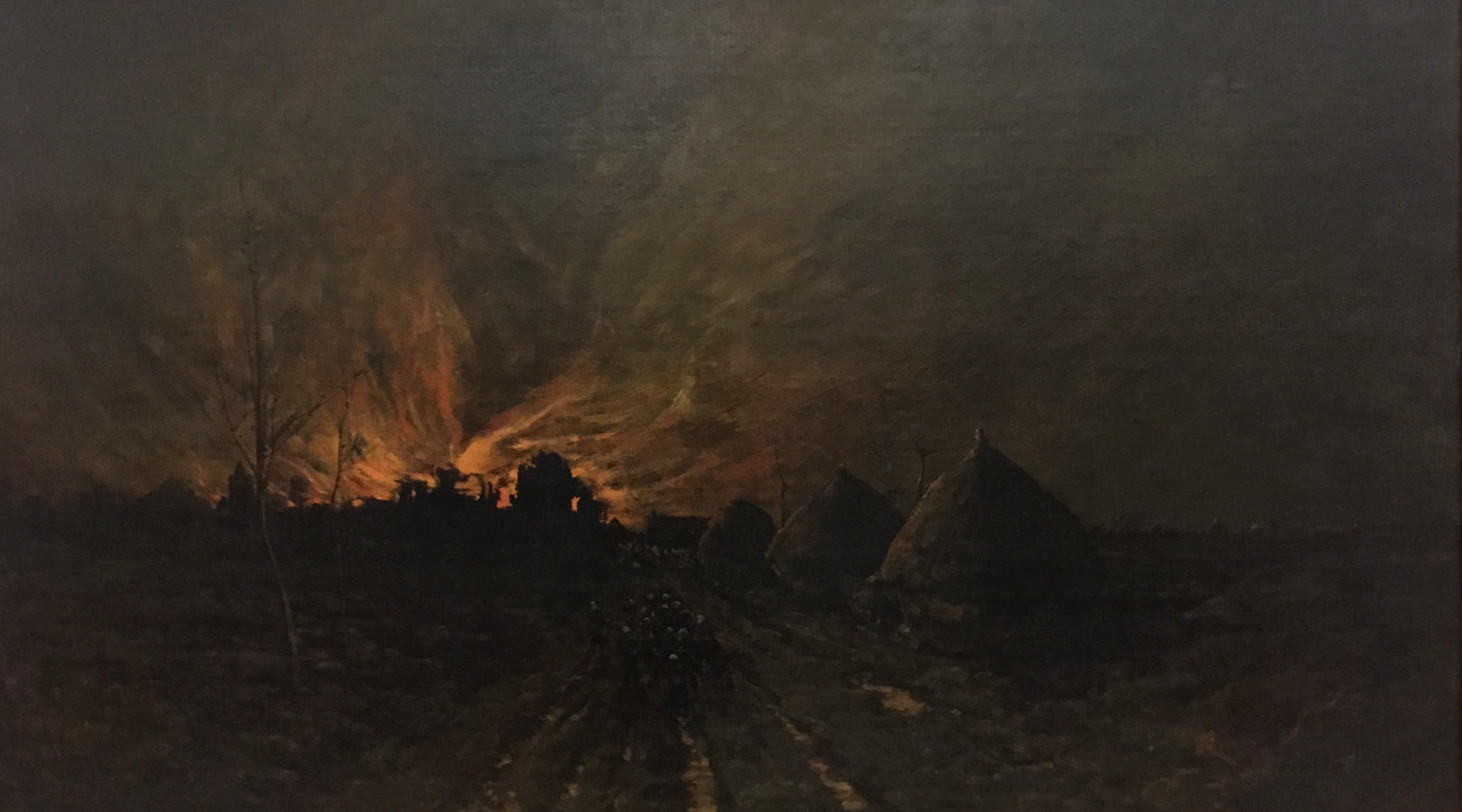
La conflagration, musée Soumaya.
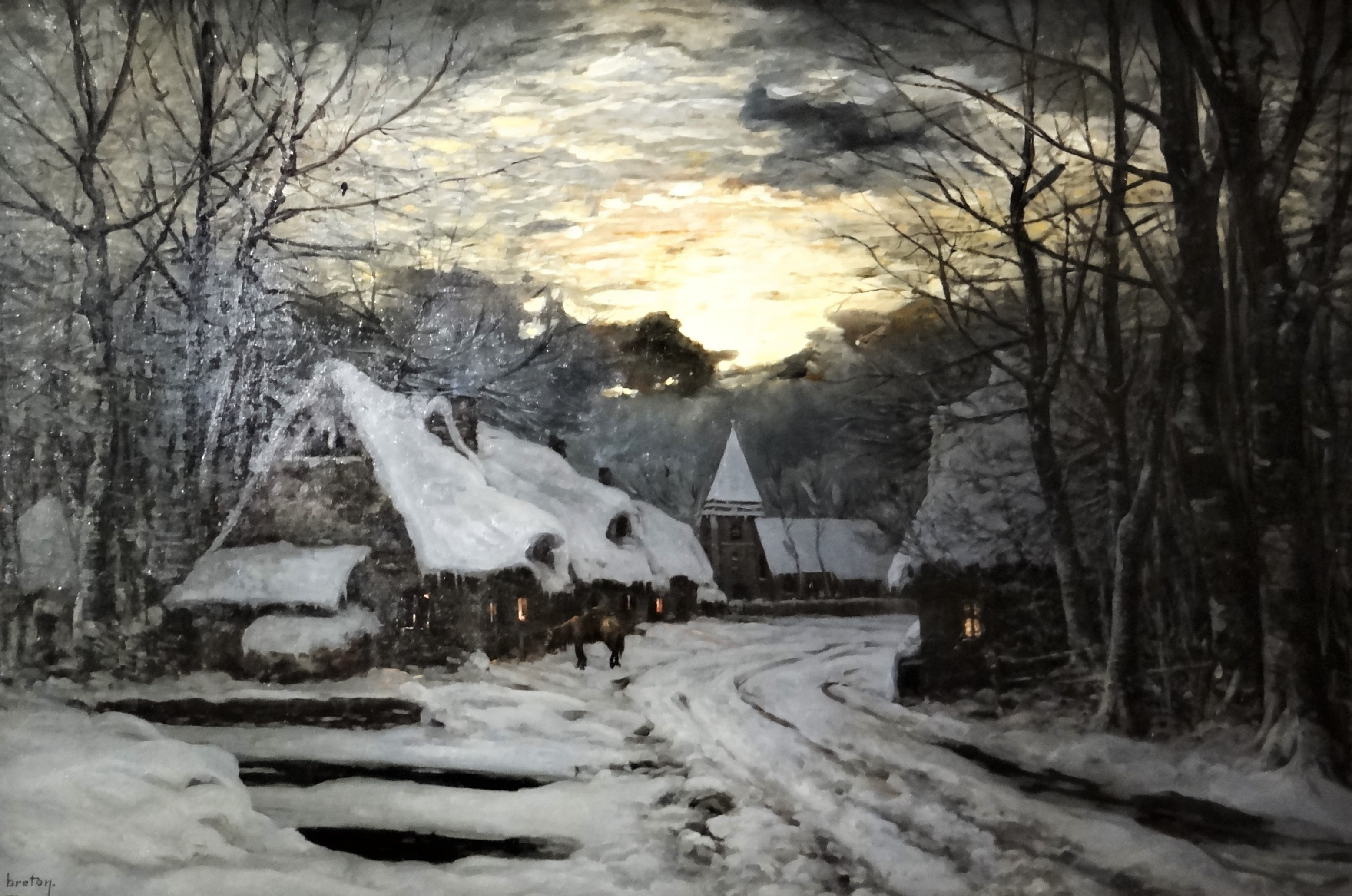
Nuit d'hiver en Artois (1874), Musée de la Chartreuse, Douai

## Élèves
Ses élèves furent : Adrien Demont, Henri Duhem ou Pierre Billet.

## Ventes publiques
Ses œuvres se vendent encore dans les années 1990 dans les ventes publiques pour des montants relativement modestes.
- Amsterdam, le 2 mai 1990, Paysage d'hiver avec un chasseur et la maison de l'éclusier et des meules de foin au fond, 1873, huile sur toile, (60x100), 8625 florins[9].
- Amsterdam, le 18 février 1992, Ferme à l'orée d'une forêt en hiver au crépuscule, 1873, huile sur toile, (47x66), 3680 florins.
- Paris, le 31 mars 1995, Paysage de neige, huile sur toile, (84x54), 20 000 francs (environ 3 000 euros)[9].

## Distinctions
- Émile Adelard Breton est élevé chevalier de la Légion d'honneur le 20 octobre 1878[13].
- Chevalier de l'ordre de Léopold (Belgique, 4 mai 1881)[14].